# Портес
Портес (грч. Πόρτες) је приморско насељено место у општини Нова Пропонтида у периферији Средишња Македонија, Грчка. Према попису из 2021. године било је 269 становника. Налази се на почетку полуострва Касандра, поред Потидејског канала.
Насеље је подигнуто седамдесетих година 20. века и први пут се помиње на попису из 1981. године са 19 становника.